# Pervomaiske (Crimea)
Pervomaiske o Pervomaiskoye (en ucraniano: Первомайське, en ruso: Первомайское, en tártaro de Crimea: Curçı) es una ciudad situada en la República Autónoma de Crimea de Ucrania o República de Crimea, perteneciente a Rusia.